# Kryry (Czechy)
Kryry – miasto w Czechach, Kraju usteckim, powiecie Louny zamieszkane przez 2302 osób (2016).
Pierwsza wzmianka o mieście pochodzi z roku 1320.